# (3893) DeLaeter
(3893) DeLaeter es un asteroide perteneciente al cinturón de asteroides, descubierto el 20 de marzo de 1980 por Michael Candy desde el Observatorio Perth, Bickley, Australia.

## Designación y nombre
Designado provisionalmente como 1980 FG12. Fue nombrado DeLaeter en honor al físico y astrofísico australiano John Robert de Laeter.